# Понте-Маммоло (станція метро)
«Понте-Маммоло» (італ. Ponte Mammolo. Ponte Mammolo) — станція лінії B Римського метрополітену. Відкрита у вересні 1997 року. Названа як однойменний район Риму.

## Околиці і визначні місця
Поблизу станції розташовані:
- Понте-Маммоло
- Річка Аньене
- Музей Казаль де' Пацці

## Надземний транспорт
Автобуси: 163, 319, 341, 343, 350, 404, 444, 451, 508, 040, 041, 058, 075.